# Nemzetközi sörnap
A nemzetközi sörnap a sör ünnepe, melyet 2008 óta minden év augusztus első péntekén tartanak. A nemzetközi ünnep gondolata egy kis amerikai sörözőből, Santa Cruzból terjedt el. Ezen a napon több, mint száz országban szerveznek rendezvényeket.

## A nemzetközi sörnap kitűzött céljai
- Összehozza a sört ünneplő baráti közösségeket
- A sör készítőinek és felszolgálóinak ünneplése
- A sörbarát nemzetek egyesítése a sör zászlaja alatt

## A nemzetközi sörnap megtartása
A nemzetközi sörnap kezdetben egy amerikai kiskocsma tartotta, majd létrehoztak egy weboldalt és ettől fogva mások is átvették. Azóta bárok, éttermek, kocsmák, sörfőzdék százai csatlakoztak és mára már több mint száz országban tartják meg az eseményt. Az ünnep szervezői arra ösztönzik a résztvevőket, hogy ezen a napon hívják meg egy italra azokat, akik egész évben azért dolgoznak, hogy mindig lehessen a sörivók poharában sör.